# Hugo K. Sievers
Hugo Konrad Sievers (* 23. Oktober 1903 in Rengo; † 1972) war ein chilenischer Naturforscher hamburgischer Abstammung. Er war Gründer der chilenischen Veterinärmedizinischen Hochschule sowie 1955 Landwirtschaftsminister des Landes.
Sievers studierte an der Universität von Chile und wurde 1925 Veterinär. Ab 1926 forschte er in Argentinien, ab 1928 in Brasilien am Institut Oswaldo Cruz. Nach weiterer Forschung am Institut Pasteur in Paris promovierte er 1929 am Institut für Tropenkrankheiten in Hamburg. 
Im Auftrag der chilenischen Regierung und der Universität Chile reiste Sievers unter anderem nach Peru, Mexiko, den USA, Japan, China, Korea, Indochina, Indien, Ägypten und Italien. Er war Vorsitzender der chilenischen Akademie für Naturwissenschaften und Mitglied vieler anderer Gesellschaften.

## Schriften
- Chile: Desarrollo de la Medicina Veterinaria durante la República (1810–1970). Col. Médico Veterinario de Chile. Impr. Horizonte, Santiago.